# Marley Marl
Marley Marl (* 30. September 1962 in Queens, New York City als Marlon Williams) ist ein US-amerikanischer Musikproduzent und DJ.

## Biografie
Marley Marl wuchs in Queensbridge, einem der sozialen Brennpunkte in New York, auf. Er produzierte für Rapper wie Big Daddy Kane, Lords of the Underground, Biz Markie, Roxanne Shanté, Kool G Rap, MC Shan und Masta Ace, sowie King Tee und LL Cool J.

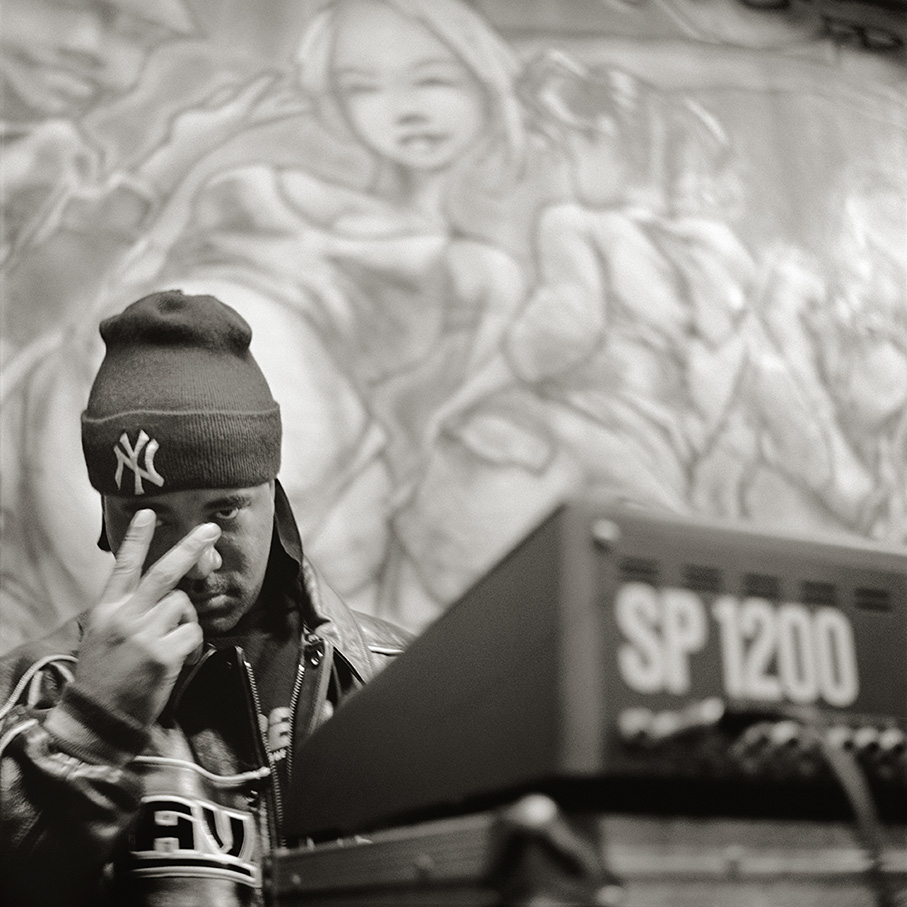
Nottingham/England 1999

Außerdem produzierte er die ersten Hits My Melody und Eric B is President von Eric B und Rakim, bei denen er James-Brown-Samples und synthetische Beats in einer bis dahin unbekannten Art und Weise mixte. Marley Marl war einer der Pioniere des Samplings im Hip-Hop. Er war Mitglied der legendären Juice Crew und Mitbegründer des Musiklabels Cold Chillin’ Records. Außerdem produzierte er zusammen mit KRS-One das Album Hip Hop lives.